# 那須正彦
那須 正彦（なす まさひこ、1928年1月5日 - ）は、日本の経済学者、明海大学名誉教授。

## 略歴
岡山県岡山市出身。1953年東京大学経済学部卒業。旧太陽銀行（現三井住友銀行）に入行し、審査部総務課長、奥沢支店長、大阪副支店長等を歴任。1976年太陽火災海上保険常務取締役に出向。1981年、太陽神戸銀行に復帰、審議役。1982年中部工業大学（現中部大学）教授に転じる。1990-1993年経営情報学部長。1993年明海大学経済学部教授。2000年定年、名誉教授となる。1988年「現代日本の金融構造 資金循環分析による実証と国際比較」で法政大学経済学博士。専攻は経済学、金融論。

## 著書
- 『相互銀行』東洋経済新報社「東経新書 ニュー・バンキング・セミナー」 1965
- 『現代日本の金融構造 資金循環分析による実証と国際比較』東洋経済新報社 1987
- 『実務家ケインズ ケインズ経済学形成の背景』中公新書 1995
- 『ケインズ研究遍歴』中央公論事業出版 (制作・発売) 2012、増補第二版 2015

### 翻訳
- 『ケインズ全集 第28巻 社会・政治・文学論集』

ドナルド・モグリッジ 編 東洋経済新報社 2013

## 論文
- <那須正彦